# Срб (Грачаць)
Срб (хорв. Srb) — населений пункт у Хорватії, в Задарській жупанії у складі громади Грачаць.

## Населення
Населення за даними перепису 2011 року становило 472 осіб.

## Клімат
Середня річна температура становить 9,62 °C, середня максимальна – 24,21 °C, а середня мінімальна – -7,60 °C. Середня річна кількість опадів – 1124 мм.
| Клімат поселення                              | Клімат поселення | Клімат поселення | Клімат поселення | Клімат поселення | Клімат поселення | Клімат поселення | Клімат поселення | Клімат поселення | Клімат поселення | Клімат поселення | Клімат поселення | Клімат поселення | Клімат поселення |
| Показник                                      | Січ.             | Лют.             | Бер.             | Квіт.            | Трав.            | Черв.            | Лип.             | Серп.            | Вер.             | Жовт.            | Лист.            | Груд.            |                  |
| Середній максимум, °C                         | 6,82             | 8,60             | 12,48            | 16,59            | 20,94            | 24,21            | 24,02            | 23,53            | 19,77            | 15,44            | 10,07            | 5,39             |                  |
| Середня температура, °C                       | −0,39            | 1,38             | 5,27             | 9,38             | 13,72            | 17,00            | 19,15            | 18,66            | 14,90            | 10,58            | 5,22             | 0,52             |                  |
| Середній мінімум, °C                          | −7,6             | −5,84            | −1,95            | 2,15             | 6,51             | 9,78             | 14,29            | 13,81            | 10,04            | 5,71             | 0,36             | −4,34            |                  |
| Норма опадів, мм                              | 82               | 81               | 87               | 98               | 87               | 86               | 68               | 75               | 105              | 115              | 133              | 107              |                  |
| Середньомісячна швидкість вітру, м/с          | 1.56             | 1.74             | 2.00             | 2.02             | 1.84             | 1.62             | 1.61             | 1.46             | 1.52             | 1.58             | 1.71             | 1.74             |                  |
| Середньомісячна сонячна радіація, кДж/м²·день | 4810             | 7516             | 11144            | 15648            | 19613            | 21942            | 23561            | 20491            | 15113            | 9727             | 5256             | 4035             |                  |
| --------------------------------------------- | ---------------- | ---------------- | ---------------- | ---------------- | ---------------- | ---------------- | ---------------- | ---------------- | ---------------- | ---------------- | ---------------- | ---------------- | ---------------- |
| Джерело:                                      |                  |                  |                  |                  |                  |                  |                  |                  |                  |                  |                  |                  |                  |